# Lassio
Lassio är ett vattendrag i Gabon, ett biflöde till Ogooué. Det rinner genom provinsen Ogooué-Lolo, i den centrala delen av landet, 300 km öster om huvudstaden Libreville.